# La dona de l'anarquista
La dona de l'anarquista (títol original en castellà La mujer del anarquista) és una pel·lícula de 2008 dirigida per Marie Noelle i Peter Sehr, i coproduïda per Espanya, Alemanya i França.

## Argument
Narra la història d'amor entre Manuela (María Valverde), una dona apassionada i avançada al seu temps, i el seu marit Justo (Juan Diego Botto), advocat i líder anarquista. És el final de la Guerra Civil espanyola, i Manuela espera la tornada de Justo, que estima per sobre de la revolució i els seus ideals.
No obstant això, en acabar la guerra, ella no troba cap informació sobre ell. Atès que Justo és considerat pel règim de Franco, com a fugitiu de la justícia, ella no pot realitzar la cerca en forma oberta ni preguntar a ningú pel parador del seu espòs, sense córrer un risc enorme.

## Repartiment
- María Valverde: Manuela
- Juan Diego Botto: Justo
- Ivana Baquero: Paloma (15 anys)
- Nina Hoss: Lenin
- Jean-Marc Barr: Pierre
- Laura Morante: Lucienne
- Irene Montalà: Pilar
- Adrià Collado: Francisco
- Biel Durán: Luis
- Pere Arquillué: Jaime
- Natja Jamaan: Concha
- Sílvia Sabaté: Loli Muñoz
- Irene Visedo: Paloma (35 anys)

## Premis i nominacions
Premis
- 2010: Gaudí al millor vestuari per Bina Daigeler

Nominacions
- 2010: Gaudí a la millor direcció artística per Marta Blasco i Juan Botella
- 2010: Gaudí al millor maquillatge i perruqueria per Waldemar Pokromski i Björn Rehbein